# Etstoel
De Etstoel was tot 1791 het hoogste rechtscollege in de provincie Drenthe.
De Etstoel sprak niet alleen recht, het stelde ook regels vast. Het college was samengesteld uit de drost en 24 etten, vier voor ieder van de zes dingspillen die tezamen de Landschap Drenthe vormden. In de late middeleeuwen, tot aan de Franse overheersing, was Drenthe verdeeld in zes dingspillen. De Etstoel kwam drie keer per jaar bij elkaar. Deze zittingen heetten 'lottingen' en werden gehouden op de tweede maandag na Pasen, ook wel 'Zworenmaandag' genoemd, op de dinsdag na Pinksteren en op de feestdag van Sint-Magnus, 19 augustus. De eerste twee lottingen in het jaar werden gehouden in de Jacobskerk te Rolde, het derde lotting, het Magnuslotting, in de Magnuskerk te Anloo.
Het rechtssysteem was gebaseerd op het Germaanse recht, wat inhield dat ieder die op de hoogte was van een strafbaar feit, verplicht was dit te melden. De Etstoel vond zijn oorsprong in de Saksische volksvergaderingen. Waarschijnlijk werden daarbij door de leider van die vergadering voor aanvang van een zitting uit het gezamenlijke volk enige oordeelvinders benoemd. Later werden deze niet meer per zitting maar voor een bepaalde tijd aangewezen. Zo ontstond uiteindelijk de Etstoel.
Naast drost en 24 etten maakten de landschrijver (griffier) en een bijzitter of assessor deel uit van de Etstoel. De etten werden gekozen uit de voornaamste ingezetenen van hun dingspel: "uyt ieder dinxpel vier, wesende eygenerfde in den lande van Drenthe, loofweerdige mannen, sonder onderscheyt van edel ofte onedel, en behooren te connen lesen ende schrijven ende in eygendom te hebben een vierendeel waardeels ofte tenminste sijn goet 500 carolus guldens waert te wesen". Elk jaar traden de twee oudste etten af en werden twee nieuwe gekozen. De afgetredenen waren pas het volgende jaar weer herkiesbaar, zodat elk dingspel effectief minstens zes etten had: twee oude, twee nieuwe en (minstens) twee rustende. 
De lijsten van de etten per dingspel zijn gepubliceerd in de Nieuwe Drentse Volksalmanak. De lijst met de etten van het Beiler dingspel is hier te vinden.
Iemand die voor 1614 weigerde de benoeming te aanvaarden verbeurde 15 mark aan de drost en hij of zijn erfgenamen mochten niet opnieuw zitting hebben in de Etstoel. Na 1614 bedroeg de boete 30 goudguldens, waarvan de helft voor de drost en de helft voor de Etstoel bestemd was. Indien een ette geen geldige redenen van absentie gaf, werd de wegblijver beboet met een boete van drie goudguldens. Als men niet aanwezig was bij het luiden van de klok, verbeurde men een ton bier. Ook het verlaten van de vergadering was niet toegestaan; ook hiervoor was de straf een ton bier. De drost en 24 etten besloten op 31 maart 1600 dat in het vervolg uit de domeinen zou worden betaald: aan de drost acht gulden, aan de edele etten vier gulden en aan de andere etten twee gulden, om de kosten van hun verteringen te vergoeden.
Op 30 september 1791 werd de Etstoel vervangen door het Hof van Justitie, bestaande uit de Drossard en acht Raden.
Sinds 1987 wordt ieder jaar in augustus een zitting van de Etstoel nagespeeld in de kerk van Anloo, gebaseerd op een werkelijk gebeurde zaak uit de procesdossiers van de Etstoel.

## Varia
Volgens overlevering zou de Balloërkuil bij Rolde de plaats geweest zijn waar de Etstoel voor 1412 bijeen kwam. In de in 2018 verschenen "Geschiedenis van Drenthe" wordt dat echter weersproken. De oudst bekende uitspraken van de Etstoel dateren uit 1399 en zijn in Rolde gedaan. Waarschijnlijk is er ooit wel in Balloo vergaderd, maar voor de Balloërkuil als vergaderplaats zijn geen bewijzen gevonden, aldus de schrijvers van de "Geschiedenis van Drenthe. Zij geven aan dat de eerste vermelding afkomstig is van Johan Picardt, die over een rijke fantasie beschikte en die de kuil een "duyvelsch orakel" noemde. Onderzoek van Theo Spek in 2004 heeft aangetoond dat de Balloërkuil pas later is ontstaan en nooit gebruikt kan zijn voor de eerste vergaderingen van de Etstoel.